# ادلاپورا
ادلاپورا (به انگلیسی: Adlapura) یک منطقهٔ مسکونی در هند است که در کارناتاکا واقع شده‌است.